# Ruth Eisemann-Schier
Ruth Eisemann-Schier var den första kvinnan på FBI Ten Most Wanted Fugitives-lista. Hon efterlystes den 12 december 1968 för kidnappning.
Den 5 mars 1969 greps hon i Norman, Oklahoma. Hennes straff fastställdes till 7 års fängelse, och hon beviljades villkorlig frigivning efter 4 år varefter hon deporterades till Honduras.